# 梁山伯と祝英台 (漫画)
『梁山伯と祝英台』（りょうざんぱくとしゅくえいだい）は、皇なつきによる日本の漫画作品。
1992年増刊『ミステリーDX』歴史ロマンDX号に掲載された。中国の同名の悲恋の説話「梁山伯と祝英台」を基としている。

## あらすじ
“女子は才なきを徳”とした時代。
反対する父を説得し、男装して遊学する許可を得た祝英台は、塾のある杭州へ向かう途中で出会った梁山伯と意気投合し、義兄弟の契りを交わす。
この人と夫婦になることができたら……と夢想する英台、一方の山伯も一日中一緒にいても飽きない英台に対し、何とも言えない感情を抱き始めていた。
両親が英台に女子であることを忘れぬようにと持たせた、英台を描いた画像、英台はこれを双子の妹だと紹介し、この絵を見た山伯は、自分が英台に惹かれたのは英台を通して妹に憧れたからだと思い至る。英台が故郷へ帰る日、山伯は学問を終えたら妹を迎えに行くと約束し、英台が去った後に同一人物であることに気付く。
やがて、英台を迎えに行った山伯に突きつけられたのは、英台からの「遅すぎました」という短い手紙。英台には、良家の子息との縁談がまとまっていた。

## 単行本同時収録
修善寺物語（しゅぜんじものがたり）
『ミステリーDX』1992年1月号 掲載、原作は岡本綺堂の戯曲『修善寺物語』。

人喰い（ひとくい）
商業誌未発表作品、今昔物語集を基とした作品
鬼が棲むという僧都殿の噂話を兄・宗信にした宗親。宗信は、腹違いである弟に挑発され、自分の目で鬼の存在を確かめんと僧都殿へ赴く。
暗闇の僧都殿へ一人忍んでいく宗信を、宗親が背後から斬りつける。母が下女という理由で蔑み続けられてきた宗親が恨みを晴らしたのだった。鬼の仕業に工作し、ようやく自分にも日が当たるようになったと安堵するが、悪夢に悩まされるようになってしまう。

## 書誌情報
- 単行本：1992年10月、角川書店（あすかコミックスDX）、ISBN 4-04-852374-0
  - 収録作品：「修善寺物語」「人喰い」
- 文庫本：2005年11月、潮出版社（潮漫画文庫）、ISBN 4-267-01733-6
  - 収録作品：「虎嘯」「貢院の鬼」「蘇州繁華録」「桃花扇」「青楼女人国」